# Pepijn Venhuis
Pepijn Venhuis  ( n. Ámsterdam 1965 ) es un botánico neerlandés, especializado en orquídeas.

## Algunas publicaciones

### Libros
- caspar Venhuis, pepijn Venhuis, albertine c. ellis-Adam. 2006. A new Tongue-orchid (Orchidaceae) in south-west Spain: "Serapias occidentalis". Anales del Jardín Botánico de Madrid 63 (2 ): 131-143 ISSN 0211-1322[1]

- -----------------------, -----------------, j.g.b. Oostermeijer, p.h. van Tienderen. 2007.  Morphological systematics of Serapias L. (Orchidaceae) in Southwest Europe. Plant Syst. Evol. 265 ( 3): 165-177

- La abreviatura «P.Venhuis» se emplea para indicar a Pepijn Venhuis como autoridad en la descripción y clasificación científica de los vegetales.[2]